# Танцура-Крамаренко
Танцура-Крамаренко (также Танцура Крамаренко) — хутор в Тимашёвском районе Краснодарского края России.
Административный центр Дербентского сельского поселения.

## География
Хутор находится в 12 километрах от города Тимашёвска.

## Население
| 2002 | 2010  |
| ---- | ----- |
| 1407 | ↘1403 |

## Уличная сеть
| - ул. Горького, - ул. Дружбы, - ул. Красная. - ул. Кульбакина, - ул. Мира, - ул. Молодёжная, - ул. Набережная, - ул. Первомайская, | - ул. Пролетарская, - ул. Советская, - ул. Солнечная, - ул. Школьная, - ул. Юбилейная, - ул. Южная, - пер. Строительный. |